# Ilijan Nedkov
Ilijan Donev Nedkov (* 18. března 1958 Svalenik) je bývalý bulharský zápasník–judista, bronzová olympijský medailista z roku 1980.

## Sportovní kariéra
Začínal se sambem v Ruse v klubu SK Lokomotiv pod vedením Valentina Petrova. Sambo kombinoval s tehdy novým olympijským sportem judo. V judistické reprezentaci se pohyboval od konce sedmdesátých let v pololehké váze do 65 kg. V roce 1980 startoval na olympijských hrách v Moskvě, kde využil dobré přípravy k zisku bronzové olympijské medaile, když v turnaji nestačil pouze na domácího reprezentanta Nikolaje Soloduchina. Po olympijských hrách přešel do lehké váhy do 71 kg. V roce 1984 přišel o účast na olympijských hrách v Los Angeles kvůli bojkotu her zeměmi východního bloku. Sportovní kariéru ukončil v roce 1988.

## Výsledky
| Turnaj             | 1980 | 1981       | 1982       | 1983       | 1984       | 1985       |
| Turnaj             | 22   | 23         | 24         | 25         | 26         | 27         |
| Turnaj             |      | lehká váha | lehká váha | lehká váha | lehká váha | lehká váha |
| ------------------ | ---- | ---------- | ---------- | ---------- | ---------- | ---------- |
| Olympijské hry     | 3.   |            |            |            | —          |            |
| Mistrovství světa  |      | úč.        |            | 5.         |            | —          |
| Mistrovství Evropy | ?    | 3.         | —          | úč.        | úč.        | úč.        |